# 比热地区圣但尼
比热地区圣但尼（法語：Saint-Denis-en-Bugey，法語發音：[sɛ̃ dəni ɑ̃ byʒɛ] ⓘ），或纯音译作圣但尼昂比热，是法国东部安省的一个市镇，属于贝莱区。

## 地理
比热地区圣但尼（45°57'7"N, 5°19'45"E）面积2.61 平方千米，位于法国奥弗涅-罗讷-阿尔卑斯大区安省，该省份为法国东部省份，北起汝拉省，西北接索恩-卢瓦尔省，西接罗讷省和里昂大都会，南至伊泽尔省，东与萨瓦省、上萨瓦省和瑞士接壤。
与比热地区圣但尼接壤的市镇（或旧市镇、城区）包括：昂貝略昂比熱、昂比特里克斯、贝唐、加亚尔堡、莱芒。
比热地区圣但尼的时区为UTC+01:00、UTC+02:00（夏令时）。

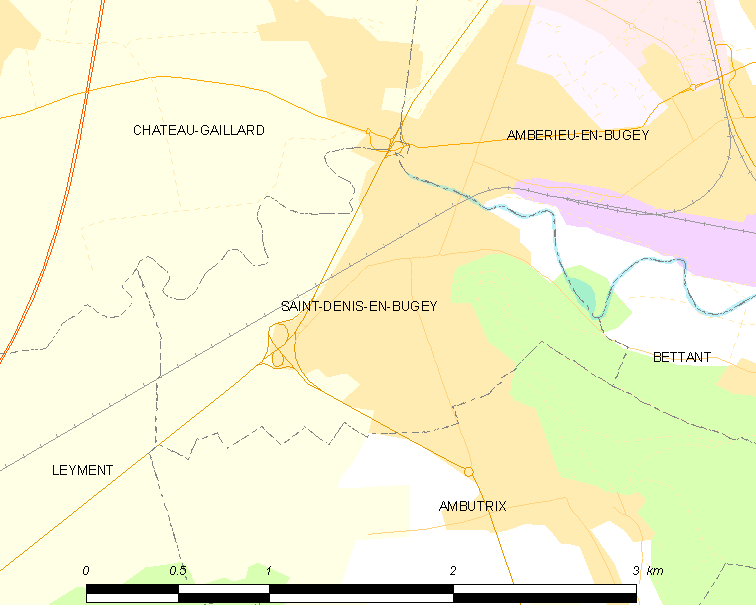
比热地区圣但尼的OSM定位图

## 行政
比热地区圣但尼的邮政编码为01500，INSEE市镇编码为01345。

## 政治
比热地区圣但尼所属的省级选区为昂贝略昂比热县。

## 人口

1962-2008年间比热地区圣但尼人口变化图示

比热地区圣但尼于2022年1月1日时的人口数量为2258人。